# Siamo
Siamo è un singolo del cantautore italiano Eros Ramazzotti, pubblicato il 10 maggio 2019 come quarto estratto dal quattordicesimo album in studio Vita ce n'è.

## Descrizione
Il brano è stato scritto insieme alla cantautrice Federica Abbate.

## Video musicale
Il videoclip, diretto da Beppe Gallo, è stato pubblicato il 23 maggio 2019 sul canale YouTube del cantante.

## Successo commerciale
In Italia è stato il 73º singolo più trasmesso dalle radio nel 2019. Il brano è entrato anche nelle classifiche del Belgio.

## Classifiche
| Classifica (2019) | Posizione massima |
| ----------------- | ----------------- |
| Belgio (Vallonia) | 96                |